# Người Kogi

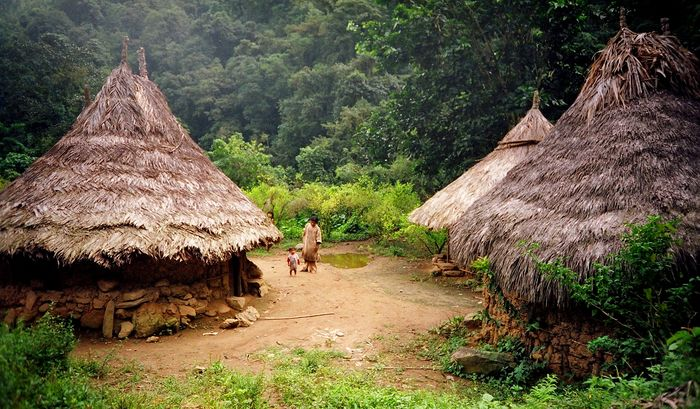
Nhà ở của người Kogi

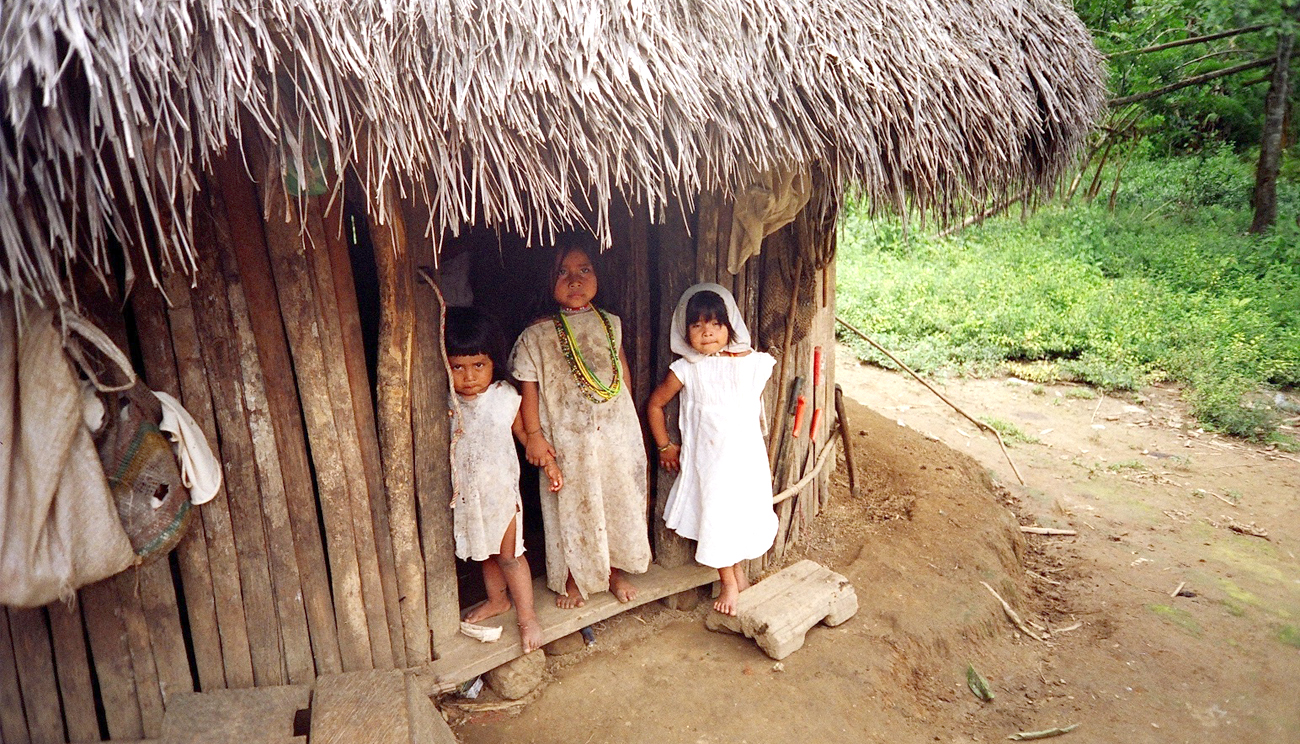
Người Kogi

Người Kogi (/ˈkoʊɡi/ koh-gee) hay Cogui hoặc Kágaba, có nghĩa "báo đen" trong tiếng Kogi, là một nhóm dân tộc bản địa sinh sống Sierra Nevada de Santa Marta ở Colombia. Nền văn minh của họ đã liên tục từ thời tiền Columbia. 
Người Kogi sống hài hòa với thiên nhiên. Dân Kogi ăn chay, không ăn thịt, cá hay các loài động vật, côn trùng. Thức ăn của họ là các loại cây, lá, rau, củ, quả. Nhà ở của người Kogi là những túp lều nhỏ hình tròn, làm bằng thân cây gỗ xếp quanh, mái lợp bằng lá, có một cửa ra vào. Đàn ông sống trong một túp lều tách biệt với phụ nữ và trẻ em.
Phụ nữ và đàn ông có trang phục như nhau. Người Kogi tôn vinh một ngọn núi thánh mà họ gọi là "Gonawindua" hay còn gọi là "Pico Cristóbal Colón". Họ tin rằng ngọn núi này là "Trung tâm thế giới" và họ là những "người anh cả", người chăm sóc cho nó. Họ cũng tin rằng các dân tộc khác trên thế giới là em của họ.